# Drill FR
Albums de Gazo
KMT
(2022)
Drill FR est la première mixtape du rappeur français Gazo, sortie le 26 février 2021 contenant drill fr5 en featuring avec hamza sorti apres beaucoup de son s'intutulant drilll fr1,2,3et 4  drill fr4 en featuring avec freez corleone l'a on peut dire <<projeté au sommet des ecoutes>> sous les labels BSB Productions, Epic Records et Sony Music France.

## Genèse
Le 12 octobre 2020, il sort le clip Drill FR 5 avec le rappeur belge Hamza, premier extrait du premier projet de Gazo.Ha
Le 11 décembre 2020, il sort TCHIN 2X, second extrait de Drill FR.
Le 14 janvier 2021, il dévoile KASSAV avec le rappeur français Tiakola, le troisième et dernier extrait de la future mixtape de Gazo.
Le 2 février 2021, il dévoile la date de sortie et la pochette de sa mixtape, intitulée Drill FR.
Huit jours après avoir dévoilé la pochette et la date de sortie de sa mixtape, il dévoile la tracklist de sa future mixtape.
Sur ce projet, Gazo collabore avec Hache-P, Tiakola, Luciano, Franglish, Landy, Hamza, Pa Salieu & Unknown T.

## Accueil commercial
La première semaine, Drill FR s'écroule à 8 618 ventes.
Trois mois plus tard, la mixtape est certifiée disque d'or, puis disque de platine en janvier 2022.

## Liste des pistes
| Drill FR | Drill FR                              | Drill FR                   | Drill FR                      | Drill FR | Drill FR | Drill FR | Drill FR | Drill FR | Drill FR |
| No       | Titre                                 | Auteur                     | Compositeur(s)                | Durée    |          |          |          |          |          |
| -------- | ------------------------------------- | -------------------------- | ----------------------------- | -------- | -------- | -------- | -------- | -------- | -------- |
| 1.       | Intro                                 | Gazo                       | Congo Bill, Amine Farsi, Gazo | 3:43     |          |          |          |          |          |
| 2.       | Cache cou (feat. Hache-P)             | Gazo, Hache-P              | the10PM                       | 2:58     |          |          |          |          |          |
| 3.       | Parkinson                             | Gazo                       | Hakai Beats                   | 3:47     |          |          |          |          |          |
| 4.       | Kassav (feat. Tiakola)                | Gazo, Tiakola              | Scar Productions, Nardey      | 3:30     |          |          |          |          |          |
| 5.       | Tchin 2X                              | Gazo                       | NickNamez, Amine Farsi, Flem  | 3:43     |          |          |          |          |          |
| 6.       | On a (feat. Luciano)                  | Gazo, Luciano              | True Vision                   | 2:51     |          |          |          |          |          |
| 7.       | Go (feat. Franglish, Landy)           | Gazo, Franglish, Landy     | LaFlamme Beatz                | 3:25     |          |          |          |          |          |
| 8.       | A$AP                                  | Gazo                       | Shiruken Music, Flem          | 3:25     |          |          |          |          |          |
| 9.       | Drill FR 5 (feat. Hamza)              | Gazo, Hamza                | Pierrari                      | 3:42     |          |          |          |          |          |
| 10.      | Haine&Sex                             | Gazo                       | Selecta Killa                 | 3:21     |          |          |          |          |          |
| 11.      | Inhumain                              | Gazo                       | Shiruken Music                | 3:24     |          |          |          |          |          |
| 12.      | BSB                                   | Gazo                       | Dallas                        | 3:20     |          |          |          |          |          |
| 13.      | Euphon                                | Gazo                       | Dallas                        | 3:21     |          |          |          |          |          |
| 14.      | Mon cher (feat. Unknowm T, Pa Salieu) | Gazo, Unknowm T, Pa Salieu | Kwes Darko                    | 3:28     |          |          |          |          |          |
| 15.      | Malagangx                             | Gazo                       | MDK, Preston Mayers           | 2:03     |          |          |          |          |          |
| 49:52    |                                       |                            |                               |          |          |          |          |          |          |

## Titres certifiés en France
- Haine&Sex  Diamant[9]
- Kassav (feat. Tiakola)  Diamant[10]
- Euphon  Diamant[11]
- Tchin 2X  Platine[12]
- Drill FR 5 (feat. Hamza)  Or[13]
- A$AP  Or[14]
- Go (feat. Franglish et Landy)  Or[15]

## Clips vidéos
- Drill FR 5 (feat. Hamza) : 13 octobre 2020
- Tchin 2X : 11 décembre 2020
- Kassav (feat. Tiakola) : 14 janvier 2021
- A$AP : 25 février 2021
- On a (feat. Luciano) : 24 mars 2021
- Haine&Sex : 29 avril 2021
- Inhumain : 29 avril 2021

## Classements et certifications

### Classements hebdomadaires
| Classement (2021)            | Meilleure place |
| ---------------------------- | --------------- |
| France (SNEP)                | 1               |
| France (SNEP Physique)       | 24              |
| Suisse (Schweizer Hitparade) | 20              |
| Belgique (Wallonie Ultratop) | 93              |
| Belgique (Flandre Ultratop)  | 3               |

### Certifications et ventes
| Pays          | Certification | Unités   |
| ------------- | ------------- | -------- |
| France (SNEP) | 2x Platine    | +200 000 |